# خان شاه عباسي (الري)
خان شاه عباسي (بالفارسية: کاروانسرای شاه‌عباسی) خان تاريخي يعود إلى عصر السلالة الصفوية لكن المبنى الرئيسي مرتبط أخمينيون، ويقع في الري.